# Aleksandra Mirosław
Aleksandra Mirosław (Lublin, 2 de fevereiro de 1994) é uma escaladora polonesa. Ela é duas vezes campeã mundial de velocidade feminina, bem como a atual detentora do recorde mundial de escalada de velocidade de competição feminina. Mirosław ganhou a medalha de ouro nas Olimpíadas de Verão de 2024 no evento de escalada de velocidade, tornando-se a primeira campeã olímpica neste evento.

## Carreira
Mirosław é natural de Lublin, Polônia. Ela começou a praticar esportes aos sete anos de idade e inicialmente praticou natação. Ela mudou para escalada de velocidade em 2007, influenciada por sua irmã mais velha Małgorzata.
Competindo como Aleksandra Rudzińska, ela ganhou a medalha de bronze no campeonato mundial feminino de escalada de velocidade no Campeonato Mundial de Escalada IFSC de 2014 em Gijón, Espanha. Ela se tornou campeã mundial de escalada de velocidade feminina em setembro de 2018 no Campeonato Mundial de Escalada IFSC de 2018 em Innsbruck.
Mirosław defendeu seu título mundial e ganhou sua segunda medalha de ouro mundial de escalada de velocidade feminina um ano depois, no Campeonato Mundial de Escalada IFSC de 2019 em Hachioji, Japão. Durante a mesma competição, Mirosław chegou à final do evento combinado, qualificando-a para as Olimpíadas de 2020. Ela venceu duas etapas da Copa do Mundo de Escalada IFSC em escalada de velocidade, em Chamonix em julho de 2018 e em Wujiang em maio de 2019. Anteriormente, ela terminou em segundo lugar em Chamonix em julho de 2016 e em terceiro em Wujiang em outubro de 2016.
Em 4 de agosto de 2021, durante as Olimpíadas de Tóquio 2020, ela estabeleceu o recorde olímpico feminino inicial em escalada de velocidade de competição com 6,97 s. Ela melhorou seu tempo nas finais em 6 de agosto, estabelecendo um novo recorde mundial feminino com 6,84 s. Ela terminou em 4º lugar na classificação geral.
Em 5 de agosto de 2024, durante as eliminatórias para as Olimpíadas de 2024, Mirosław quebrou seus recordes mundiais duas vezes e estabeleceu um novo recorde mundial de 6,06 segundos. Ela derrotou a espanhola Leslie Romero Pérez, a polonesa Aleksandra Kałucka e a chinesa Deng Lijuan na fase eliminatória a caminho da medalha de ouro olímpica.